# Sylva (film, 1981)
Pour les articles homonymes, voir Sylva.
Pour plus de détails, voir Fiche technique et Distribution.
Sylva  (en russe : Сильва) est un téléfilm musical soviétique en deux épisodes réalisé par Ian Frid sorti en 1981.
Il s'agit de l'adaptation de Princesse Czardas, une opérette du compositeur hongrois Emmerich Kálmán.

## Fiche technique
- Titre : Sylva
- Titre original : Сильва
- Réalisation : Ian Frid
- Scénario : Ian Frid, Michail Michine
- Photographie : Edouard Rozovski
- Musique : Emmerich Kálmán
- Direction artistique : Marina Azizyan
- Son : Eduard Vanunts
- Chorographie: Igor Belskiy
- Sociétés de production : Lenfilm
- Pays d'origine : URSS
- Langue : russe
- Format : 1,37:1 - Mono - 147 mm
- Genre : Musical
- Durée : 95 minutes
- Sortie : 1981

## Distribution
- Jeanna Glebova: Sylva Maresco, chanteuse de music-hall
- Ivars Kalniņš : Prince Edwin de Liebensdorf
- Vitali Solomine : Comte Boni Kansciano
- Maria Solomina : Comtesse Anastasia "Stasi" von Egenberg
- Igor Dmitriev : Prince Léopold-Marie de Liebensdorf
- Tatiana Piletskaïa: Princesse Anhilde, mère d'Edwin
- Mikhaïl Svetine: Comte von Egenberg, père de "Stasi"
- Viktoria Gorchenina: Comtesse von Egenberg, mère de "Stasi"
- Pavel Kadotchnikov: Ferdinand, agent artistique de Silva
- Vladimir Bassov: Colonel von Rohndorf